# کریس وکتور
کریس وکتور (به انگلیسی: KRISS Vector) خانواده‌ای از سری تفنگ‌های مسلسل دستی است که توسط شرکت آمریکایی کریس یواس‌ای ساخته شده، قبلاً به صنایع دفاعی تبدیل شده‌بود (به‌طور خلاصه تی‌دی‌آی). آن‌ها با استفاده از یک سیستم غیرعادی دلاید بلوبک ترکیب شده با این-لاین فهمیدن برای کم‌کردن لگد، صداپخش‌کن بیفزایند.